# Pascal Sieber
Pascal Sieber (* 29. April 1977 in St. Gallen) ist ein Schweizer Curler.

## Karriere
Bei seiner ersten Juniorenweltmeisterschaft 1995 konnte Sieber noch keine Medaille gewinnen, aber ein Jahr später gewann er in Red Deer die Silbermedaille und 1997 in Karuizawa die Goldmedaille.
Bei der Europameisterschaft von 2002 und 2005 sowie den Weltmeisterschaften 2006 und 2008 blieb Sieber ohne Medaille. Die Weltmeisterschaft 2003 in Winnipeg war mit dem Gewinn der Silbermedaille sein bisher grösster Erfolg.
2006 nahm Sieber an den Olympischen Winterspielen in Turin teil. Die Mannschaft belegte den fünften Platz.